# Deia lineola
Deia lineola är en fjärilsart som beskrevs av Clarke 1978. Deia lineola ingår i släktet Deia och familjen praktmalar, Oecophoridae. Inga underarter finns listade i Catalogue of Life.